# Tuna socken, Medelpad
Tuna socken i Medelpad ingår sedan 1974 i Sundsvalls kommun och motsvarar från 2016 Tuna distrikt.
Socknens areal är 223,90 kvadratkilometer, varav 210,10 land. År 2000 fanns här 6 056 invånare. Tätorterna  Matfors, Vattjom, Klingsta och Allsta samt sockenkyrkan Tuna kyrka ligger i socknen. 

## Historik
De äldsta spåren av bondekultur i Medelpad har återfunnits vid sjön Marmen, invid Tuna kyrka, och daterats till 500 f.Kr.
Den största av Medelpads sex kända fornborgar ligger på Prästhusberget vid byn Berge, mellan Klingsta och Allsta, med sammanlagt 120 meter långa stenmurar. Den byggdes sannolikt kring år 500 e.Kr.
Av socknens stora mängd kända fornlämningar är cirka 500 bevarade, medan 100-talet har tagits bort i samband med bebyggelse och vägbyggen. Det finns fångstgropar från bronsåldern. Det finns en större mängd (90 % av fornlämningarna) gravhögar från järnåldern. Dessa ligger dels spridda, dels inom de 25 gravfält, vilka finns inom församlingen. I gravhögarna har arkeologerna funnit rika fynd från äldre järnåldern. En unik lämning är rektangulär stensättning vid Vattjoms by. Inom socknen finns i övrigt omkring 20 husgrundsterrasser. Dessutom finns tre runstenar.
Tuna gamla kyrka hade medeltida ursprung. 

### Administrativ historik
Vid kommunreformen 1862 övergick socknens ansvar för de kyrkliga frågorna till Tuna församling och för de borgerliga frågorna bildades Tuna landskommun. Landskommunen inkorporerades 1963 i Matfors landskommun som sedan 1974 uppgick i Sundsvalls kommun.  2016 uppgick församlingen i Tuna-Attmars församling.
1 januari 2016 inrättades distriktet Tuna, med samma omfattning som församlingen hade 1999/2000.
Socknen har tillhört fögderier, tingslag och domsagor enligt vad som beskrivs i artikeln Medelpad.  De indelta båtsmännen tillhörde Första Norrlands andradels båtsmanskompani.

## Geografi
Tuna socken ligger kring Ljungans nedre lopp norr om sjön Marmen. Socknen har dalgångsbygd vid vattendragen med skarpa branter mot skogsbygderna däromkring som har höjder som når 420 meter över havet.

## Geografisk avgränsning
Tuna socken sträcker sig i en något långsmal form längs Ljungans dalgång. I väster och nordväst avgränsas församlingen av Stöde socken. I norr ligger Selångers socken, i nordost Sundsvalls Gustav Adolfs församling, i sydost Njurunda socken och i söder ligger Attmars socken.
Församlingens västligaste punkt ligger i Lill-Gissjön (361 m ö.h.), som utgör "tresockenmöte" Tuna-Stöde-Attmar. I denna västliga utlöpare av socknen ligger Djupdalsbergen och Gråhällorna. Djupdalsbodarna (fäbodar) ligger vid länsväg 305, som på en sträcka av cirka 3 km går genom församlingen. Den lilla Djupdalstjärnen (210 m ö.h.) avvattnas genom Luciabäcken till Viggesjön i Stöde socken. Längre mot öster ligger Masjön (263 m ö.h.). Byn Myssjön ligger invid sjön med samma namn.
Sockengränsen mot Attmars socken i söder går österut från Lill-Gissjön över Nortjärnsberget (415 m ö.h.) - Högbergsklinten (255 m ö.h.) till sjön Lyngstern (110 m ö.h.). Härifrån går gränsen via Åtjärnen (141 m ö.h.) fram till Ljungans mynning i sjön Marmen. Gränsen går genom Marmen och upp på sydsidan av sjön och upp över Borgaråsen och ner till Långsjön (46 m ö.h.). I denna sjö ligger "tresockenmötet" Tuna-Attmar-Njurunda. 
Gränsen mot Njurunda socken går från Långsjön mot nordost och korsar Ljungan strax nedströms Tunbyn (som ligger i Tuna). Tuna sockens östligaste punkt ligger vid Fågelbergsstugan, som ligger vid "tresockenmötet" Tuna-Njurunda-Sundsvalls Gustav Adolf. Platsen ligger cirka 5 km söder om Sundsvalls centrum. Här kommer vandringsleden Mittnordenleden in i socknen. Även den lilla Östtjärnen ligger i denna östliga sockendel av Tuna.
Gränsen mot Sundsvalls Gustav Adolfs församling i nordost går över Slättberget till Midskogsbron. I Midskogsbäcken ligger "tresockenmötet" Tuna-Sundsvalls Gustav Adolf-Selånger. Härifrån gränsar socknen mot Selångers socken i norr. Gränsen går västerut via Midskogsbäcken - Midskogstjärnen (198 m ö.h.) till europaväg 14 i höjd med Berg / Lilldälje cirka 4 km öster om Matfors. Sockengränsen fortsätter norr om E14 till Svartbäcken och följer denna mot nordväst för att sedan utfalla i Huljesjön (165 m ö.h.). Den följer sedan Huljeån till "tresockenmötet" Tuna-Selånger-Stöde, varifrån Tuna socken gränsar mot Stöde socken i väster. Gränsen går rakt söderut över Kvarnberget till byn Hällsjö invid E14, passerar Ljungan och går upp till Nedansjötjärnen i trakten av Myssjön.
Förutom redan nämnda orter (byar) ligger inom Tuna socken (från väster) bland annat (invid Ljungan): Skallböle, Rude, Vattjom, (Matfors), Bällsta, Hällsjö,  Runsvik, Lunde, Målsta, Vivsta, Viforsen och Tunbyn. Strax väster om Matfors ligger Väster-Rännöbodsjön samt Öster-Rännöbodsjön. Vid dessa ligger den utbredda byn Rännö. Byarna Klingsta och Allsta ligger längs vägen mellan Tunbyn och Sundsvall.

### Svedjefinnbyar
Från sekelskiftet 1500-1600 och framåt ägde en inflyttning av svedjefinnar rum i Tuna socken. Ursprungliga finnbyar:
- Mjösjö eller Mjösund (Myssjön)

## Namnet
Namnet (1344 Tunum) kommer från kyrkbyn och innehåller tuna', plural av tun, 'gärdesgård, inhägnat område'.

## Befolkningsutveckling
| Befolkningsutvecklingen i Tuna socken, Medelpad 1750–1990                                                | Befolkningsutvecklingen i Tuna socken, Medelpad 1750–1990 | Befolkningsutvecklingen i Tuna socken, Medelpad 1750–1990 | Befolkningsutvecklingen i Tuna socken, Medelpad 1750–1990 | Befolkningsutvecklingen i Tuna socken, Medelpad 1750–1990 |
| --- | --------------------------------------------------------- | --------------------------------------------------------- | --------------------------------------------------------- | --------------------------------------------------------- |
| |                                                           |                                                           |                                                           |                                                           |
| År |                                                           |                                                           | Folkmängd                                                 |                                                           |
| 1750 | 1750                                                      |                                                           | 719                                                       |                                                           |
| 1760 | 1760                                                      |                                                           | 758                                                       |                                                           |
| 1769 | 1769                                                      |                                                           | 825                                                       |                                                           |
| 1810 | 1810                                                      |                                                           | 1 092                                                     |                                                           |
| 1820 | 1820                                                      |                                                           | 1 220                                                     |                                                           |
| 1830 | 1830                                                      |                                                           | 1 449                                                     |                                                           |
| 1840 | 1840                                                      |                                                           | 1 668                                                     |                                                           |
| 1850 | 1850                                                      |                                                           | 1 689                                                     |                                                           |
| 1860 | 1860                                                      |                                                           | 2 067                                                     |                                                           |
| 1870 | 1870                                                      |                                                           | 2 522                                                     |                                                           |
| 1880 | 1880                                                      |                                                           | 2 870                                                     |                                                           |
| 1890 | 1890                                                      |                                                           | 3 358                                                     |                                                           |
| 1900 | 1900                                                      |                                                           | 3 577                                                     |                                                           |
| 1910 | 1910                                                      |                                                           | 3 651                                                     |                                                           |
| 1920 | 1920                                                      |                                                           | 4 810                                                     |                                                           |
| 1930 | 1930                                                      |                                                           | 5 091                                                     |                                                           |
| 1940 | 1940                                                      |                                                           | 4 518                                                     |                                                           |
| 1950 | 1950                                                      |                                                           | 4 583                                                     |                                                           |
| 1960 | 1960                                                      |                                                           | 4 642                                                     |                                                           |
| 1970 | 1970                                                      |                                                           | 4 815                                                     |                                                           |
| 1980 | 1980                                                      |                                                           | 5 389                                                     |                                                           |
| 1990 | 1990                                                      |                                                           | 5 786                                                     |                                                           |
| Anm: Källor: Umeå universitet - Tabellverket 1749-1859, Demografiska databasen, CEDAR, Umeå universitet. |                                                           |                                                           |                                                           |                                                           |